# The Shadows
The Shadows er en engelsk instrumentalgruppe, som blev dannet i oktober 1958 under navnet The Drifters som backinggruppe for den engelske sanger Cliff Richard. I juli 1959 måtte de ændre navn fra the Drifters pga. den amerikanske vokalgruppe med samme navn. Jet Harris, den daværende bassist i gruppen, fandt så på navnet The Shadows, som passede fint i deres samarbejde med Richard, da de jo var i hans skygge. Efter to singler som floppede i 1959 fik de i juli 1960 et kæmpehit med instrumentalnummeret "Apache" skrevet af Jerry Lordan. Debutalbummet The Shadows fra september 1961 blev nr. 1 på hitlisterne verden over, og derefter fulgte det ene top 10-hit efter det andet frem til 1967.
Den oprindelige gruppe bestod af Hank Marvin på leadguitar, Bruce Welch på rytmeguitar, Jet Harris på basguitar og Tony Meehan på trommer. I oktober 1961 forlod Meehan Shadows og blev afløst af Brian Bennett, og i april 1962 forlod Harris ligeledes gruppen og blev erstattet af Brian Locking på bas. Locking forlod hurtigt Shadows igen for at koncentrere sig om sin religion i Jehovas Vidner. Han blev erstattet af John Rostill i november 1963. Denne konstellation varede frem til december 1968, hvor gruppen blev opløst.
I oktober 1969 blev gruppen igen dannet for en turné til Fjernøsten med samme konstellation, dog uden Welch, men med Alan Hawkshaw på piano og orgel. I marts 1970 indspillede kernen Marvin, Bennett og Hawkshaw med forskellige studiebassister albummet Shades of Rock, som satte et punktum for gruppen i tre år. Marvin og Welch fandt så sammen med den australske musiker John Farrar i februar 1971 og indspillede to plader med den nyformede gruppe, Marvin, Welch & Farrar. Uden synderlig stor succes dannedes Shadows igen i marts 1973 nu med konstellationen Marvin, Welch, Bennett og Farrar. I 1975 deltog gruppen så i det internationale Melodi grandprix og blev nr. 2 med nummeret "Let Me Be the One" fra lp´en Specs Appeal udgivet i marts samme år. Gruppen brød igen op med en liveoptagelse fra december 1975 i Frankrig på Paris Olympia-teatret med kæmpesucces.
I marts 1977 samledes de atter med samme konstellation og indspillede albummet Tasty som først blev udgivet i august samme år. Farrar forlod derefter gruppen, og fra da af var kernen Marvin, Welch og Bennett med forskellige bassister og keyboardspillere
I marts 1978 samledes Shadows igen med Cliff Richard for at fejre deres 20 års jubilæum med koncerter på det berømte London Palladium. I august 1979 fik The Shadows deres første nr. 1 hit igen siden 1960'erne med nummeret "Don´t Cry for Me Argentina". Albummet String of Hits toppede ligeledes hitlisterne.
I februar 1980 skiftede Shadows pladeselskab fra EMI til Polydor. Det blev markeret med pladen Change of Address fra 1980 til 1990, hvor gruppen igen stoppede. På dette tidspunkt var kernen i The Shadows Marvin, Welch og Bennett.
I maj 1983 fejrede de 25 års jubilæum med Albummet XXV og en europaturné.
I december 1990 opløstes the Shadows efter 32 år branchen.
Efter en pause på 13 år gendannedes The Shadows for en definitiv afskedskoncert i England i december 2004. Successen var så stor at en europaturne blev planlagt og spillet i hele foråret 2005.
En endelig afsked blev det dog ikke. I september 2009 samledes de atter med Cliff Richard for at fejre deres 50 års jubilæum. Dette blev fejret med en koncert-dvd-optagelse i O2 i London for 15.000 mennesker, fulgt af en europaturné.
I 2010 tog gruppen på turné til Sydafrika og Australien som en endelig afrunding.

## LP/CD Diskografi
- The Shadows (1961)
- Live At The ABC Kingston (1962) halv Shadows halv Cliff Richard koncert
- Out of The Shadows (1962)
- Dance with The Shadows (1964)
- The Sound Of The Shadows (1965)
- Shadow Music (1966)
- Live in Japan (1967)
- Jigsaw (1967)
- From Hank Bruce Brian and John (1967)
- Established 1958 (1968) halv Shadows halv Cliff Richard-album - 10-års jubilæum
- Live In Japan (1969)
- Shades Of Rock (1970)
- Rocking With Curly Leads (1973)
- Specs Appeal (1975)
- Live at The Paris Olympia (1975)
- Tasty (1977)
- Thank You Very Much - Live at the London Palladium (1978) med Cliff Richard, 20-års jubilæum
- String of Hits (1979)
- Change Of Address (1980)
- Hits Right Up Your Street (1981)
- Life In The Jungle (1982)
- Live at Abbey Road (1982)
- XXV (1983) - 25-års jubilæum
- Guardian Angel (1984)
- Moonlight Shadows (1985)
- Simply Shadows (1987)
- Steppin to The Shadows (1989)
- At Their Very Best (1989)
- Live at the Liverpool Empire (1989)
- Reflections (1990)
- The Final Tour - Live in Cardiff (2004)
- The Final Reunion Live (2009) med Cliff Richard

## Singler
- Feelin' Fine" / "Don't Be a Fool (With Love)" (1959) - som The Drifters
- "Jet Black" / "Driftin'" (1959) - som The Drifters
- "Lonesome Fella" / "Saturday Dance" (1959) - som The Drifters
- "Chinchilla" / Bongo Blues" * (1960)
- "Apache" / "Quatermasster's Stores" (1960)
- "Man of Mystery" / "The Stranger" (1960)
- "F.B.I." / "Midnight" (1961)
- "The Frightened City" / "Back Home" (1961)
- The Shadows - "Mustang" / "Theme From Shane" / "Shotgun" / "Theme From Giant" - EP (1961)
- The Shadows - "Live In Johannesburg" - "Shazam" / "Guitar Boogie" / "Sleep Walk" / "FBI" - EP (1961)
- "Kon-Tiki" / "36-24-36" (1961)
- "The Savage" / "Peace Pipe" (1961)
- "Wonderful Land" / "Stars Fell on Stockton" (1962)
- "Guitar Tango" / "What a Lovely Tune" (1962)
- "The Boys" / "The Girls" / "Sweet Dreams" / Theme from the Boys - EP (1962)
- "Dance On" / "All Day" (1962)
- "Foot Tapper" / "The Breeze and I" (1963)
- "Atlantis" / "I Want You to Want Me" (1963)
- "Los Shadows" - "Granada" / "Adios Muchachos (Pablo The Dreamer)" / "Valencia" / "Las Tres Carabelas (Three Galleons)" - EP (1963)
- "Shindig" / "It's Been a Blue Day" (1963)
- "Geronimo" / "Shazam" (1963)
- "Theme for Young Lovers" / "This Hammer" (1964)
- "The Rise and Fall of Flingel Bunt" / "It's a Man's World" (1964)
- "Chattanooga Choo Choo" / "Walkin" (1964)
- "Rhythm and Greens" / "The Miracle" (1964)
- The Shadows - "Rhythm & Greens" / "Ranka-Chank" / "Main Theme" / "The Drum Number" / "The Lute Number" - EP (1964)
- "Genie with the Light Brown Lamp" / "Little Princess" (1964)
- "Brazil" / "National Provincial Samba" (1965)
- "Mary Anne" / "Chu-Chi" (1965)
- "Stingray" / "Alice in Sunderland" (1965)
- "Don't Make My Baby Blue" / "My Grandfather's Clock" (1965)
- "The War Lord" / "I Wish I Could Shimmy Like My Sister Arthur" (1965)
- "Me Oh My" / "Friends" (1965)
- "I Met a Girl" / "Late Night Set" (1966)
- "A Place in the Sun" / "Will You Be There" (1966)
- "The Dreams I Dream" / "Scotch on the Socks" (1966)
- The Shadows - Thunderbirds Are Go! - "Shooting Star" * / "Lady Penelope" / "Thunderbirds Theme" / "Zero X Theme" ( med Cliff Richard på *) - EP (1966)
- The Shadows - "Finders Keepers", "My Way", "Paella" , "Fiesta" / "Autumn" / "The Flyder And The Spy" / "My Way" - EP (1966)
- "Maroc 7" / "Bombay Duck" (1967)
- "Tomorrow's Cancelled" / "Somewhere" (1967)
- The Shadows - In Japan - "Omoide No Nagisa" / "Kimi To Itsumademo" / "Londonderry Air" / "Gin-Iro Michi" - EP (1967)
- "Running Out of World" / "London's Not Too Far" * ( * Hank Marvin solo Side B) (1968)
- "Dear Old Mrs Bell" / "Trying to Forget the One You Love" (1968)
- "I Cant Forget" / "Running out Of World" (1968)
- "Slaughter on Tenth Avenue" / "Midnight Cowboy" * ( * Hank Marvin solo side B) (1969)
- "Turn Around and Touch Me" / "Jungle Jam" (1973)
- "Let Me Be the One" / "Stand Up Like a Man" (1975)
- "Run Billy Run" / "Honorable Puff-Puff" (1975)
- "It'll Be Me, Babe" / "Like Strangers" (1976/1975)
- "Another Night" / "Cricket Bat Boogie" (1977)
- "Love Deluxe" / "Sweet Saturday Night" (1978)
- "Don't Cry for Me Argentina" / "Montezuma's Revenge" * (1979/ *1977)
- "Theme from 'The Deer Hunter' (Cavatina)" / "Bermuda Triangle" * (1979/ *1977)
- "Rodrigo's Guitar Concerto" / "Song for Duke" (1979)
- "Riders in the Sky" / "Rusk" (1979)
- "Heart of Glass" / "Return to the Alamo" * (1979/ *1977)
- "Equinoxe Part V" / "Fender Bender" (1980)
- "Mozart Forte" / "Midnight Creepin'" (1980)
- "The Third Man" / "The Fourth Man" (1981)
- "Chi Mai" / "Summer Love '59" (1981)
- "Telstar" / "Summer Love '59" (1981)
- "Imagine/Woman" / "Hats Off to Wally" (1981)
- "Theme from Missing" / "The Shady Lady" (1982)
- "Treat Me Nice" / "Spot the Ball" (1982)
- "Diamonds" / "Elevenis" (1983)
- "Goin' Home" (Theme from Local Hero) / "Cat 'N' Mouse" * (1983/ *1982)
- "On a Night Like This" / "Thing-Me-Jig" * (1984/ *1981)
- "Moonlight Shadow" / "Johnny Staccato" * (1985/ *1984)
- "Dancing in the Dark" / "Turning Point" * (1985/ *1984)
- "Themes from EastEnders & Howards' Way" / "No Dancing" * (1987/ *1982)
- "Pulaski" (Theme from the BBC TV series) / "Change of Address" * (1987/ *1980)
- "Walking in the Air" (Theme from The Snowman) / "Outdigo" * (1987/ *1980)
- "Mountains of the Moon" / "Stack-It" (1989)
- "Shadow Mix" (Live medley of their hits) / "Arty's Party" * (1989/ *1980)

## Vigtig LP/CD Compilations Diskografi
- The Shadows - Mustang (1972)
- The Shadows - The Vocal Shadows (1973)
- The Shadows - Rarities (1976)
- The Shadows - 20 Golden Greats (1977)
- The Shadows - At the Movies (1978)
- The Shadows - 20 Rock´n Roll Hits (1979)
- The Shadows - Collection (boxset 6 lp´er) (1980)
- The Shadows - Silver Album (1983) - (Compilations lp med en nyindspilning af nummeret Shadoogie)
- The Shadows - Vocals (1984)
- The Shadows - More Rarities (1985)
- The Shadows - The Shadows Rarest ("10 lp") (med ikke figurerende numre på lp) (19?)
- The Shadows - Everything of Value - (Rarities vol. 2) (1993)
- The Shadows - EP collection vol 1 , 2 & 3 (1988-1990-1993)
- The Shadows - Atlantis - the Classic Collection - Rarities Compilation Series (ikke udgivet live materiale fra tv shows) (1994)
- The Shadows - Dakota - the Classic Collection - Rarities Compilation Series (ikke udgivet live, radio og studio materiale) (1994)
- The Shadows - at Abbey Road (ikke udgivet studio materiale) (1997)
- The Shadows - Complete Singels (1999)
- The Shadows - With Strings Attached (komplette numre med strygere og orkester backing) (2000)
- The Shadows - Life Story (2004) - (Compilations lp med Jerry Lordans sidste komposition - Life Story)
- The Shadows - Shadows, Drifters and Chesternuts (2011)
- The Shadows - Just about as good as it Gets (bla. ikke udgivne numre fra en live koncert i Paris fra 1961) (2011)
- The Shadows - Live at the BBC (radio optagelser 1966, 1967 & 1974) (2018)
- The Shadows - FBI (radio og lyd optagelser fra tv 1959, 1960, 1961 & 1962) (2020)
- The Shadows - Lost BBC sessions vol. 1 (optagelser fra BBC 1959-1964) (2021)
- The Shadows - Lost BBC sessions vol. 2 (optagelser fra BBC 1965-1968) (2021)
- The Shadows - On TV vol. 1 (Tv optagelser fra 1961-1963) (2022)
- The Shadows - On TV vol. 2 (Tv optagelser fra 1964-1965) (2022)
- The Shadows - On Tv vol. 3 (Tv optagelser fra 1966-1967) (2022)
- The Shadows - On Tv vol. 4 (Tv optagelser fra 1967-1968) (2022)
- The Shadows - Live in Paris 1962 (private koncert optagelser og radio optagelser) (2022)
- The Shadows - In Concert vol. 1 (Live optagelser fra 1961 og 1962) (2023)
- The Shadows - In Concert vol. 2 (Live optagelser fra 1964) (2023)
- The Shadows - In Concert vol. 3 (Live optagelser fra 1964) (2023)
- The Shadows - In Concert vol. 4 (Live optagelser fra 1965) (2023)
- The Shadows - In Concert vol. 5 (Live optagelser fra 1968) (2023)
- The Shadows - In Concert vol. 6 (Live optagelser fra 1969) (2023)

## LP/CD diskografi med Cliff Richard & The Shadows
- "Cliff" (1959)
- "Cliff Sings" (1959)
- "Me and My Shadows" (1960)
- "Listen to Cliff!" (1961)
- "21 Today" (1961)
- "The Young Ones" (1961)
- "Live At The ABC Kingston" (1962)
- "32 Minutes and 17 Seconds with Cliff Richard" (1962)
- "Summer Holiday" (1963)
- "When in Spain" (1963)
- "Wonderful Life" (1964)
- "Aladdin and His Wonderful Lamp" (1964)
- "Cliff Richard" (1965)
- "When in Rome" (1965)
- "Love is Forever" (1965)
- "Finders Keepers" (1966)
- "Cinderella" (1967)
- "Established 1958" (1968)
- "Thank you Very Much" Live (1978)
- "From a Distance - The Event" - Live At Wembley Stadium in London (1990)
- "Reunited 50th Anniversary" (2009)

## DVD /VHS Film
- Cliff Richard & The Shadows - Thank you Very Much - Live at The London Palladium (1978)
- The Shadows - Live in Rotterdam (Koncert fra Hollandsk TV) (1980)
- Cliff Richard & The Shadows - Together - Live in Birmingham (1984)
- The Shadows - The Shadows Live In Birmingham (1984)
- The Shadows - At Their Very Best - Live at the Liverpool Empire (1989)
- Clif Richard & The Shadows - "From a Distance - The Event" - Live At Wembley Stadium in London (1990)
- The Shadows - The Final Tour - Live in Cardiff (2004)
- The Final Reunion - med Cliff Richard Live at the O2 (2009) - (50-års jubilæum)
- The Shadows & Cilla Black - Bandstand Live (2014)

## Film
- Expresso Bongo (1959) - med Cliff Richard og The Shadows
- The Young Ones (1961) - med Cliff Richard og The Shadows
- Summer Holiday (1963) - med Cliff Richard og The Shadows
- Wonderful Life (1964) - med Ciff Richard og The Shadows
- Finders Keepers (1966) - med Cliff Richard og The Shadows
- Rhythm 'n Greens (1966) - med The Shadows
- Thunderbirds are Go (som dukker) (1966) - med Cliff Richard og The Shadows

## Teater stykker
- Aladdin (1964) - med Cliff Richard og The Shadows
- Cinderella (1967) - med Cliff Richard og The Shadows